# Lupeosaurus kayi
Il lupeosauro (Lupeosaurus kayi) è un tetrapode estinto appartenente ai pelicosauri. Visse nel Permiano inferiore (circa 295 - 290 milioni di anni fa) e i suoi resti fossili sono stati ritrovati in Nordamerica (Texas).

## Descrizione
Questo animale è noto solo grazie a due esemplari molto incompleti, privi di cranio. I resti, tuttavia, permettono di ricostruire un animale lungo circa 60 centimetri e pesante forse 20 chilogrammi. Lupeosaurus è conosciuto principalmente per alcune vertebre dorsali molto allungate, che per alcuni versi richiamano quelle del ben noto Edaphosaurus, ma che sono sprovviste delle caratteristiche barre ossee trasversali sulle spine neurali (tipiche invece di Edaphosaurus). Le zampe erano insolitamente robuste per un animale di quella taglia, ma si suppone che il corpo fosse relativamente gracile.

## Classificazione
Descritto per la prima volta da Alfred Sherwood Romer nel 1937, Lupeosaurus è noto per resti incompleti rinvenuti nella formazione Moran, nella contea di Archer (Texas). I fossili sono piuttosto simili a quelli del ben noto Edaphosaurus, ma l'assenza di barre trasversali nelle spine neurali ha indotto gli studiosi a classificarlo in una famiglia a sé stante (Lupeosauridae). Altri autori preferiscono considerarlo un edafosauride primitivo.

## Paleoecologia
Il cranio di Lupeosaurus non è conosciuto, e non è chiaro se questo animale fosse erbivoro, insettivoro o carnivoro. A causa della compresenza di arti robusti e corpo snello, è possibile che questo animale fosse un insettivoro o un piccolo carnivoro veloce e forte.